# 主観性
主観性（しゅかんせい、英語: Subjectivity）とは哲学の中心概念であり、意識、行為者性、人であること、現実、そして真理に関わり、これまで多くの人により様々に定義されてきた。3つの普及した定義は主観性は以下のような特性または条件であるとする。
- 何かが主体（英: Subject）であるとは、狭義では視点と感情と信念と欲望などの意識的な経験をもつ個人であること。[1]
- 何かが主体（英: Subject）であるとは、広義では行為者性（英語版）をもつ実体のことであり、他の実体（客体）に対して行動したり力を振るうこと。[2]
- 情報やアイデアや状況や物理的なモノは主体（英: Subject）の視点からのみ真であるとする。[3]

これらの様々な主観性の定義は時に哲学において結合する。主観性は人々の真理や現実の判断に対して影響して、情報を与え、バイアスを与える説明としてもっともよく使われる。主観性はある個人の知覚と経験と期待と個人的・文化的理解と信念の集合である。
主観性は客観性の哲学と対比される。客観性は個人のバイアスと解釈と感情と想像から自由な真理や現実の見方として記述される

## 哲学的概念
主観性の観念の台頭はデカルトとカントの思想に哲学的起源をもち、近代における主観性の明確な表現は、なにが個人を構成するのかという理解に依存している。主観性の観念の基礎にある、自己と魂とアイデンティティと自己意識などの概念にはさまざまな解釈がある。

## 社会
主観性は本質的に社会の中の無数の相互作用を通じた社会的様式である。主観性が個人化のプロセスであるのと同じように、主観性は社会化のプロセスに等しく、個人は自己完結した環境に孤立しておらず、周囲の環境と無限に相互作用している。文化は変化し続けている社会の主観性の活発な総体である。主観性はそれ自身だけでなく、経済や政治体制やコミュニティーや自然界などにより形作られ、またそれ自身を形作る。
社会と文化の境界は定義が難しく恣意的となるが、主観性は許容され、他からの境界は認識可能であるとされる。主観性は一部は特定の現実の経験や体系であり、その現実は個人がどのように人間性とモノと意識と自然と相互作用するかを含む。よって文化ごとの違いは生活を違った方法で形作る存在の別の経験もたらす。この主観性の分裂の個人に対するよくある影響はカルチャーショックと呼ばれ、他の文化の主観性は宇宙人のようで、理解不能で敵意のあるようにさえみなされる。
政治的主観性は社会科学と人文学の新しい概念である。政治的主観性は主観性が権力と意味が社会的に絡み合ったシステムに深く埋め込まれていることを指す概念である。Sadeq RahimiはMeaning, Madness and Political Subjectivityの中で「政治とは主体に加えられた側面ではなく、実際に主体であることの様式であり、つまり主体が正確には何で「ある」かである」と書いた。

## 関連文献
- Beiser, Frederick C. (2002). German Idealism: The Struggle Against Subjectivism, 1781–1801. Harvard University Press.
- Block, Ned; Flanagan, Owen J.; & Gzeldere, Gven (Eds.) The Nature of Consciousness: Philosophical Debates. Cambridge, MA: MIT Press.  ISBN 978-0-262-52210-6
- Bowie, Andrew (1990). Aesthetics and Subjectivity : From Kant to Nietzsche. Manchester: Manchester University Press.
- Dallmayr, Winfried Reinhard (1981). Twilight of Subjectivity: Contributions to a Post-Individualist Theory Politics. Amherst, MA: en:University of Massachusetts Press.
- Ellis, C. & Flaherty, M. (1992). Investigating Subjectivity: Research on Lived Experience. Newbury Park, CA: Sage.  ISBN 978-0-8039-4496-1
- Farrell, Frank B. (1994). Subjectivity, Realism, and Postmodernism: The Recovery of the World in Recent Philosophy. Cambridge - New York: Cambridge University Press.
- Johnson, Daniel (July 2003). “On Truth As Subjectivity In Kierkegaard's Concluding Unscientific Postscript”. Quodlibet Journal 5 (2–3).
- Lauer, Quentin (1958). The Triumph of Subjectivity: An Introduction to Transcendental Phenomenology. Fordham University Press.